# وسائل مساعدة للكلام
الوسائل المساعدة للكلام (Speech Buddies) هي سلسلة من أدوات معالجة النطق تستخدم في علاج الاضطرابات الصوتية في الكلام والنطق باستخدام أسلوب تدريس مقبول إلى حد كبير وهي التعليقات اللمسية. وتحدث الاضطرابات الصوتية في النطق أو الكلام عندما يكون لدى الفرد صعوبة في إخراج الصوت بشكل صحيح. فربما يتم ترك الأصوات أو استبدالها أو الإضافة إليها أو تغييرها مما يجعلها صعبة الفهم. وغالبًا ما تحدث عند تعلم الأطفال النطق، وتعد هذه الأخطاء اضطرابًا إذا استمر حدوثها بعد بلوغ سن معين للنمو. والعمر النمائي الذي يتمكن فيه الطفل من إخراج أصوات معينة بشكل صحيح يختلف استنادًا إلى صعوبة الصوت. ويعد نطق حرف الباء (ب) أحد أول الاضطرابات بالنطق بينما يعد نطق حرف الراء (ر) أكثر صعوبة وربما لا يتم إجادته إلا بعد مرور عدة سنوات. وتكون معظم اضطرابات النطق لسبب غير معروف، على الرغم من أنه يلجأ الكثير إلى إرجاعها إلى اضطرابات أخرى مثل التوحد, أو ضعف السمع.
تساعد الوسائل المساعدة للكلام في معالجة اضطرابات النطق. حيث توجد خمس وسائل مساعدة مختلفة للكلام، وكل واحدة منها تعالج صوتًا معينًا: ر، س، ل، تش، ش. وهذه الأدوات تعلم وضع اللسان الموضع الصحيح عند محاولة إخراج الأصوات التي بها مشكلة. ويطلق على هذا النوع من التعلم اسم التعليقات اللمسية، والذي يستخدم حاسة اللمس في تعزيز التعلم.
تقترح نتائج البحث التمهيدي الذي أجري على حالة تجريبية يتم التحكم فيها بشكل عشوائي أحادية التعمية أن الاضطرابات قد تزيد من سرعة تعلم الطفل تصحيح اضطراب النطق لديه. ويواصل البحث المستمر اكتشاف استخدام وسائل الكلام المساعدة من أجل دعم تطبيقات علاجات النطق الأخرى بما في ذلك خفض اللهجة الأجنبية، وتعذر أداء النطق في مرحلة الطفولة، وتعذر أداء النطق المكتسب نتيجة سكتة دماغية أو إصابة الدماغ الرضية (TBI). ولقد نشر الخبراء التجارب السريرية باستخدام الوسائل المساعدة للكلام لاضطرابات النطق والأبراكسيا في صناعة المدونات مثل علاج اللعب بالكلمات ونطق الأم والمنشورات التقليدية مثل شيكاغو تريبيون(Chicago Tribune). وفي 31 مايو 2011، أفاد الطبيب ماكس جوميز العامل في إذاعة سي بي إس-نيويورك بكيفية استخدام الوسائل المساعدة للكلام في خفض إجمالي التكاليف وزمن العلاج بعلاجات النطق.
تم ابتكار الوسائل المساعدة للكلام من قبل شركة تقنيات النطق، (Articulate Technologies, Inc.) في سان فرانسيسكو, كاليفورنيا. ويُعد كل من Speech Buddies® وBuddy™علامتين تجاريتين لشركة تقنيات النطق وهي عبارة عن أجهزة طبية مدرجة في إدارة الغذاء والدواء (FDA) .

## وصلات خارجية
- www.speechbuddy.com